# Goussancourt
Goussancourt é uma comuna francesa na região administrativa de Altos da França, no departamento de Aisne. Estende-se por uma área de 8,43 km². Em 2010 a comuna tinha 118 habitantes (densidade: 14 hab./km²).